# 明安站
明安站，位于中华人民共和国內蒙古自治區巴彦淖尔市乌拉特前旗明安镇，是包白铁路上的火车站，建于1956年，由呼和浩特局集团管辖。

## 歷史
- 建于1956年。

## 外部連結
- 中国铁路客户服务中心 （页面存档备份，存于）